# Marguerite Andersen
Pour les articles homonymes, voir Andersen.
Marguerite Andersen, née à Magdebourg en Allemagne le 15 octobre 1924 et morte le 1er octobre 2022 à Toronto, est une romancière, essayiste et poétesse franco-ontarienne.

## Biographie
Marguerite Andersen (née Margret Bohner) voit le jour le 15 octobre 1924 à Magdebourg, en Allemagne. Elle grandit dans une famille d'intellectuels. Elle a quinze ans quand éclate la Seconde Guerre mondiale. Elle vit dans plusieurs pays (Angleterre, Éthiopie, Tunisie et États-Unis) avant de s'installer au Canada, en 1958. Elle s'établit définitivement à Toronto avec ses trois enfants dans les années 1970.
Marguerite Andersen étudie les lettres et le cinéma à Berlin et à Paris avant d'obtenir un doctorat en lettres françaises de l'Université de Montréal, en 1963. Elle reçoit plus tard un doctorat honorifique de l'Université Mount Saint Vincent, puis de l'Université Laurentienne.
Elle enseigne le français dans plusieurs pays avant de devenir professeure de littérature à l'Université Concordia, puis à l'Université de Guelph, où elle dirige le Département d'études françaises de 1973 à 1980. À compter de 1998, elle est rédactrice en chef de Virages, la revue littéraire de la nouvelle franco-ontarienne.
Marguerite Andersen meurt le 1er octobre 2022, à l'âge de 97 ans, deux semaines avant son 98e anniversaire.

## Vie littéraire
Marguerite Andersen est une auteure franco-ontarienne. Ses origines allemandes, son choix d'écrire dans une langue française minoritaire en milieu anglophone constituent des éléments particuliers qui expliquent sa venue tardive à la littérature.

## Publications

### Romans
- 1983 - De mémoire de femme - Les Éditions L'Interligne - Prix du Journal de Montréal (Jeunes écrivains)
- 1992 - L'Homme-papier - Remue-ménage
- 1993 - La Chambre noire du bonheur - Éditions Hurtubise
- 1994 - Conversation dans l'interzone avec Paul Savoie - Prise de parole
- 1995 - La Soupe - Prise de parole - Grand prix du Salon du livre de Toronto, ex æquo avec Robbert Fortin, pour son recueil Peut-il rêver celui qui s'endort dans la gueule des chiens
- 2004 - Parallèles - Prise de parole - Finaliste au prix du Gouverneur général et au prix Trillium
- 2006 - Doucement le bonheur - Prise de parole - Finaliste au prix Trillium
- 2008 - Le Figuier sur le toit - Les Éditions L'Interligne - Prix des lecteurs Radio-Canada et prix Trillium
- 2011 - La vie devant elles - Prise de Parole
- 2013 - La mauvaise mère - Prise de Parole - Prix Trillium

### Récits poétiques
- 1984 - L'Autrement pareille - Prise de parole
- 2000 - Bleu sur blanc - Prise de parole - finaliste prix du Consulat général de France à Toronto et prix Trillium
- 2003 - Dreaming our space - Guernica

### Nouvelles
- 1991 - Courts métrages et instantanés - Prise de parole
- 1998 - Les Crus de l'Esplanade - Prise de parole - finaliste prix Trillium 1999
- 2002 - Trois siècles de vie française au pays de Cadillac

#### Nouvelle jeunesse
- 1997 - La Bicyclette - Prise de parole et centre FORA

### Autres publications
- 1965 - Paul Claudel et l'Allemagne - Ottawa, Presses de l’Université d’Ottawa
- 1967 - Mécanismes structuraux - en collaboration avec Huguette Uguay, Montréal, Centre de psychologie et de pédagogie
- 1972 - Mother was not a person - écrits de femmes montréalaises, Marguerite (Margret) Andersen, éd., Montréal, Content Publishing et Black Rose
- 1975 - Paroles rebelles - Marguerite Andersen et Christine Klein-Lataud, dir., Montréal, Remue- ménage

### Traduction
- 1999 - Industrial cathedrals of the North / Les cathédrales industrielles du Nord - Louie Palu et Charlie Angus, (Marguerite Andersen, trad.), Toronto, Between the Lines et Sudbury, Prise de parole

### Revues littéraires
- 1981 - De mémoire de femme- Prix littéraires du Journal de Montréal (jeunes écrivains),
- 1996 - La Soupe - Grand Prix du Salon du livre de Toronto,
- 2004 - Nomination -  pour le Prix du Gouverneur général, Parallèles

### Théâtre
- 1995 Christiane : Stations in a painter’s life, Festival The Gathering, Factory Theatre, Toronto
- 1998 La fête - au Théâtre La Catapulte (Ottawa) et au Théâtre du Nouvel-Ontario, Sudbury - Prix O’Neill-Karch

## Prix et honneurs
2016 : Membre de l'Ordre du Canada.